# Саламов, Умар Исаевич
Ума́р Иса́евич Сала́мов (род. 6 июля 1994 или 7 июня 1994, Алхан-Кала, Чечня) — российский профессиональный боксёр, чеченского происхождения, выступающий в полутяжёлой и в первой тяжёлой весовых категориях.
Среди профессионалов действующий чемпион по версии WBO International (2017; 2018—н. в.), бывший чемпион мира по версии IBO (2016—2017), чемпион Северной Америки по версии IBF North American (2018—2020), чемпион Европы по версиям WBO European (2014—2016) и IBF East/West Europe (2017), и Eurasian Boxing Parliament (2018—2019), чемпион мира среди молодёжи по версиям WBO Youth (2014—2015) и IBO Youth (2013—2015) в полутяжёлом весе.
Лучшая позиция в рейтинге BoxRec — 15-я (май 2017), а в рейтингах основных международных боксёрских организаций на март 2020 года занимал лучшую позицию — 1-й в рейтинге WBO, 4-й в рейтинге IBF и 8-й й в рейтинге WBA — входя в ТОП-15 лучших боксёров полутяжёлого веса всего мира.

## Биография
Родился 7 июня 1994 года в Алхан-Кале (Чечня).
В 2012 году подписал контракт с украинской промоутерской компании «К2 Promotions» братьев Кличко, после чего проживал и тренировался под руководством тренера Увайса Байсангурова в Киеве на Украине. С 2016 года представляет чеченский спортивный клуб «Ахмат».
В феврале 2020 года он подписал контракт с американской промоутерской компанией «Top Rank» и сегодня проживает и тренируется в Лас-Вегасе, в штате Невада, в США.

## Профессиональная карьера
15 декабря 2012 года начал профессиональную карьеру победив нокаутом во 2-м ранде украинца Михаила Лидовского (0-6).
21 мая 2016 года победил единогласным решением судей (счет: 117—111, 115—113, 115—113) британского боксёра Боба Аджисафе (16-2) и завоевал вакантный титул чемпиона мира по версии IBO в полутяжёлом весе.
6 мая 2017 года в бою с Эмилем Маркичем из Боснии и Герцеговины завоевал вакантные титулы чемпиона по версиям WBO International и IBF East/West Europe в полутяжёлом весе.
2 июля 2017 года в Брисбене (Австралия), в бою за вакантный титул чемпиона по версии IBF International Саламов отправлял соперника на настил ринга, но в итоге проиграл единогласным решением судей (счёт: 94-96 — трижды) австралийскому боксёру Дэмьену Хуперу (12-1) и потерял свой титул чемпиона по версиям WBO International (1-я защита Саламова) в полутяжёлом весе.
22 июня 2018 года в Детройте (США) досрочно нокаутом в 9-м раунде победил опытного американца Брайана Ховарда (13-1), и завоевал вакантный титул чемпиона Северной Америки по версии IBF North American в полутяжёлом весе.
18 апреля 2019 года в Грозном (Россия) вновь досрочно нокаутом в 9-м раунде победил опытного поляка Норберта Домбровского (22-7-2), и защитил титул чемпиона по версии WBO International (2-я защита Саламова) в полутяжёлом весе.
19 сентября 2019 года в Грозном вновь досрочно нокаутом в 3-м раунде победил боксёра из Ганы Эммануэля Дансо (31-4), и вновь защитил титул чемпиона по версии WBO International (3-я защита Саламова) в полутяжёлом весе. Надо заметить, что Эммануэль Дансо вышел драться на коротком уведомлении взамен отказавшемуся от боя более опытному колумбийцу Роамеру Алексису Ангуло (24-1) — который до этого боя проиграл только чемпиону мира мексиканцу Хильберто Рамиресу Санчесу, и был реальной угрозой Саламову.
8 апреля 2021 года в Грозном раздельным решением судей (счёт: 98-92, 97-94, 94-96) победил опытного соотечественника Сергея Екимова (18-2).

## Статистика профессиональных боёв
В таблице перечислены результаты всех поединков боксёров.
В каждой строке указан результат поединка. Дополнительно номер поединка обозначен цветом, который обозначает итог поединка. Расшифровка обозначений и цветов представлена в нижеследующей таблице.
| Пример | Расшифровка                     |
| ------ | ------------------------------- |
|        | Победа                          |
|        | Ничья                           |
|        | Поражение                       |
|        | Планируемый поединок            |
|        | Поединок признан несостоявшимся |
| КО     | Нокаут                          |
| ТКО    | Технический нокаут              |
| PTS    | Решение судей (по очкам)        |
| UD     | Единогласное решение судей      |
| MD     | Решение большинства судей       |
| SD     | Раздельное решение судей        |
| RTD    | Отказ от продолжения боя        |
| DQ     | Дисквалификация                 |
| NC     | Поединок признан несостоявшимся |

| 30 поединков, 28 побед (20 нокаутом), 2 поражения. | 30 поединков, 28 побед (20 нокаутом), 2 поражения. | 30 поединков, 28 побед (20 нокаутом), 2 поражения. | 30 поединков, 28 побед (20 нокаутом), 2 поражения. | 30 поединков, 28 побед (20 нокаутом), 2 поражения.   | 30 поединков, 28 побед (20 нокаутом), 2 поражения. | 30 поединков, 28 побед (20 нокаутом), 2 поражения. |
| Бой                                                | Рекорд                                             | Дата боя                                           | Соперник                                           | Место проведения боя                                 | Раундов, время                                     | Примечание |
| -------------------------------------------------- | -------------------------------------------------- | -------------------------------------------------- | -------------------------------------------------- | ---------------------------------------------------- | -------------------------------------------------- | --- |
| 30                                                 | 28-2                                               | 24 февраля 2024                                    | Дилмурод Сатыбалдиев (13-4)                        | Москва, Россия                                       | UD 10 (10)                                         | Счёт: 98-92, 100-90 (дважды). |
| 29                                                 | 27-2                                               | 25 сентября 2022                                   | Викапита Мероро (30-13)                            | Казань, Россия                                       | KO 1 (10), 1:41                                    | |
| 28                                                 | 26-2                                               | 11 декабря 2021                                    | Дмитрий Бивол (18-0)                               | КРК «Уралец», Екатеринбург, Россия                   | UD 12 (12)                                         | Бой за титул суперчемпиона мира по версии WBA Super (2-я защита Бивола), счет: 109-119, 109-118, 110-118.                                                                                               |
| 27                                                 | 26-1                                               | 8 апреля 2021                                      | Сергей Екимов (18-2)                               | Грозный, Чечня, Россия                               | SD 10 (10)                                         | Счёт: 98-92, 97-94, 94-96. |
| 26                                                 | 25-1                                               | 19 сентября 2019                                   | Эммануэль Дансо (31-4)                             | ДС Увайса Ахтаева, Грозный, Чечня, Россия            | KO 3 (12), 2:30                                    | Защитил титул чемпиона по версии WBO International (3-я защита Саламова) в полутяжёлом весе. |
| 25                                                 | 24-1                                               | 18 апреля 2019                                     | Норберт Домбровский (22-7-2)                       | СК Колизей, Грозный, Чечня, Россия                   | KO 9 (12), 2:02                                    | Защитил титул чемпиона по версии WBO International (2-я защита Саламова) в полутяжёлом весе. |
| 24                                                 | 23-1                                               | 1 декабря 2018                                     | Эммануэль Аним (13-1-1)                            | КЦ Галактика, Эстосадок, Краснодарский край, Россия  | UD 10 (10)                                         | Счёт: 99-91, 98-92, 97-93. Защитил титулы чемпиона по версиям WBO International (1-я защита Саламова) и Eurasian Boxing Parliament в полутяжёлом весе.                                                  |
| 23                                                 | 22-1                                               | 5 сентября 2018                                    | Денис Либау (24-2)                                 | Амфитеатр, Грозный, Чечня, Россия                    | KO 2 (10), 2:12                                    | Завоевал вакантные титулы чемпиона по версиям WBO International и Eurasian Boxing Parliament в полутяжёлом весе.                                                                                        |
| 22                                                 | 22-1                                               | 22 июня 2018                                       | Брайан Ховард (13-1)                               | Масонский храм Детройта, Детройт, Мичиган, США       | KO 9 (10), 0:53                                    | Завоевал вакантный титул чемпиона Северной Америки по версии IBF North American в полутяжёлом весе. |
| 21                                                 | 20-1                                               | 21 декабря 2017                                    | Артём Редько (21-9-3)                              | УСК «Крылья Советов», Москва, Россия                 | TKO 3 (10), 2:43                                   | Бой в 1-м тяжёлом весе. |
| 20                                                 | 19-1                                               | 2 июля 2017                                        | Дэмьен Хупер (12-1)                                | Suncorp Stadium, Брисбен, Квинсленд, Австралия       | UD 10 (10)                                         | Счёт: 94-96 (трижды). Бой за вакантный титул чемпиона по версии IBF International и титул чемпиона WBO International (1-я защита Саламова) в полутяжёлом весе.                                          |
| 19                                                 | 19-0                                               | 6 мая 2017                                         | Эмиль Маркич (25-1)                                | Vodafone Events Centre, Манукау-Сити, Новая Зеландия | TKO 4 (10), 2:15                                   | Завоевал вакантные титулы чемпиона по версиям WBO International и IBF East/West Europe в полутяжёлом весе.                                                                                              |
| 18                                                 | 18-0                                               | 10 декабря 2016                                    | Абдаллах Пазивапази (14-4)                         | УСК «Крылья Советов», Москва, Россия                 | TKO 1 (12), 2:58                                   | |
| 17                                                 | 17-0                                               | 23 августа 2016                                    | Норберт Немесапати (21-2)                          | Спорт-холл «Колизей», Грозный, Россия                | UD 10 (10)                                         | Счёт: 100-90 (трижды). |
| 16                                                 | 16-0                                               | 21 мая 2016                                        | Боб Аджисафе (16-2)                                | ДС «Мегаспорт», Москва, Россия                       | UD 12 (12)                                         | Счёт: 117-111, 115-113 (дважды). Завоевал вакантный титул чемпиона мира по версии IBO в полутяжёлом весе.                                                                                               |
| 15                                                 | 15-0                                               | 5 марта 2016                                       | Джоуи Вегас (17-12-2)                              | Спорт-холл «Колизей», Грозный, Россия                | TKO 2 (10), 0:36                                   | |
| 14                                                 | 14-0                                               | 14 ноября 2015                                     | Дуду Нгумбу (34-6)                                 | ЛД «Терминал», Бровары, Украина                      | UD 12 (12)                                         | Счёт: 117-111, 118-110 (дважды). Защитил титул чемпиона Европы по версии WBO European (2-я защита Саламова) в полутяжёлом весе.                                                                         |
| 13                                                 | 13-0                                               | 13 июня 2015                                       | Томас Адамек (23-10-2)                             | Budivelnik, Черкассы, Украина                        | KO 4 (10), 0:58                                    | Защитил титул чемпиона Европы по версии WBO European (1-я защита Саламова) в полутяжёлом весе. |
| 12                                                 | 12-0                                               | 22 ноября 2014                                     | Энес Зециревич (12-0)                              | ЛД «Терминал», Бровары, Украина                      | UD 10 (10)                                         | Счёт: 99-91, 98-92 (дважды). Завоевал вакантный титул чемпиона Европы по версии WBO European и защитил титул чемпиона мира среди молодёжи по версии WBO Youth (1-я защита Саламова) в полутяжёлом весе. |
| 11                                                 | 11-0                                               | 31 мая 2014                                        | Георгий Берошвили (5-2-2)                          | Дворец спорта, Одесса, Украина                       | RTD 3 (8), 3:00                                    | |
| 10                                                 | 10-0                                               | 25 апреля 2014                                     | Гасан Гасанов (7-2-1)                              | ДС «Динамо» в Крылатском, Москва, Россия             | TKO 4 (10), 2:01                                   | Завоевал вакантный титул чемпиона мира среди молодёжи по версии WBO Youth в полутяжёлом весе. |
| 9                                                  | 9-0                                                | 1 марта 2014                                       | Паата Адуашвили (5-3-2)                            | Spartak Gym, Киев, Украина                           | TKO 2 (8), 1:09                                    | |
| 8                                                  | 8-0                                                | 9 ноября 2013                                      | Равшанбек Джаббаров (11-4-1)                       | Дворец Спорта, Киев, Украина                         | RTD 6 (10), 3:00                                   | Завоевал вакантный титул чемпиона мира среди молодёжи по версии IBO Youth в полутяжёлом весе. |
| 7                                                  | 7-0                                                | 21 сентября 2013                                   | Дмитрий Адамович (15-29)                           | ДС «Локомотив», Харьков, Украина                     | KO 2 (6), 2:49                                     | |
| 6                                                  | 6-0                                                | 2 июля 2013                                        | Андрей Монахов (2-13)                              | Spartak Gym, Киев, Украина                           | TKO 3 (4), 1:16                                    | |
| 5                                                  | 5-0                                                | 20 апреля 2013                                     | Давид Рибакони (1-2-4)                             | Дворец спорта, Харьков, Украина                      | KO 6 (6), 2:50                                     | |
| 4                                                  | 4-0                                                | 16 марта 2013                                      | Илья Шакуро (6-5)                                  | Дворец Спорта, Киев, Украина                         | TKO 3 (6), 1:22                                    | |
| 3                                                  | 3-0                                                | 16 февраля 2013                                    | Владислав Никитенко (дебют)                        | Spartak Gym, Киев, Украина                           | TKO 3 (4)                                          | |
| 2                                                  | 2-0                                                | 26 января 2013                                     | Сергей Чичикалов (0-1)                             | SC Voskhod, Киев, Украина                            | UD 4 (4)                                           | Счёт: 40-36 (трижды). |
| 1                                                  | 1-0                                                | 15 декабря 2012                                    | Михаил Лидовский (0-6)                             | Budivelnik, Черкассы, Украина                        | KO 2 (4), 1:19                                     | |

## Награды
- Почётный знак «За трудовое отличие» (25 июня 2021) — за высокие спортивные достижения, получившие международное признание